# Lockhart (Texas)
Lockhart ist die Bezirkshauptstadt und Sitz der Countyverwaltung (County Seat) des Caldwell County im US-Bundesstaat Texas in den Vereinigten Staaten. Das U.S. Census Bureau hat bei der Volkszählung 2020 eine Einwohnerzahl von 14.379 ermittelt.

## Geographie
Die Stadt liegt an der Zusammenführung des U.S. Highway 183 mit dem Highway 142 im mittleren Südosten von Texas, 48 km südöstlich von Austin und hat eine Gesamtfläche von 29,2 km², wovon 0,1 km² Wasserfläche ist.

## Demografische Daten
Nach der Volkszählung im Jahr 2000 lebten hier 11.615 Menschen in 3.627 Haushalten und 2.691 Familien. Die Bevölkerungsdichte betrug 398,6 Einwohner pro km². Ethnisch betrachtet setzte sich die Bevölkerung zusammen aus 65,42 % weißer Bevölkerung, 12,68 % Afroamerikanern, 0,67 % amerikanischen Ureinwohnern, 0,34 % Asiaten, 0,06 % Bewohnern aus dem pazifischen Inselraum und 18,00 % aus anderen ethnischen Gruppen. Etwa 2,82 % waren gemischter Abstammung und 47,41 % der Bevölkerung waren spanischer oder lateinamerikanischer Abstammung.
Von den 3.627 Haushalten hatten 38,0 % Kinder unter 18 Jahre, die im Haushalt lebten. 52,0 % davon waren verheiratete, zusammenlebende Paare. 16,6 % waren allein erziehende Mütter und 25,8 % waren keine Familien. 21,9 % aller Haushalte waren Singlehaushalte und in 10,6 % lebten Menschen, die 65 Jahre oder älter waren. Die Durchschnittshaushaltsgröße betrug 2,81 und die durchschnittliche Größe einer Familie belief sich auf 3,28 Personen.
26,5 % der Bevölkerung waren unter 18 Jahre alt, 9,2 % von 18 bis 24, 32,1 % von 25 bis 44, 18,9 % von 45 bis 64, und 13,2 % die 65 Jahre oder älter waren. Das Durchschnittsalter war 34 Jahre. Auf 100 weibliche Personen aller Altersgruppen kamen 93,0 männliche Personen. Auf 100 Frauen im Alter von 18 Jahren und darüber kamen 89,4 Männer.
Das jährliche Durchschnittseinkommen eines Haushalts betrug 35.763 USD, das Durchschnittseinkommen einer Familie 41.111 USD. Männer hatten ein Durchschnittseinkommen von 29.329 USD gegenüber den Frauen mit 20.923 USD. Das Prokopfeinkommen betrug 13.621 USD. 14,6 % der Bevölkerung und 12,2 % der Familien lebten unterhalb der Armutsgrenze. Davon waren 14,8 % Kinder und Jugendliche unter 18 Jahren und 18,1 % waren 65 oder älter.

## Persönlichkeiten
- John W. Clark (* 1935), theoretischer Physiker